# جید ملبورن
جید ملبورن (انگلیسی: Jade Melbourne؛ زادهٔ ۱۸ اوت ۲۰۰۲) بازیکن بسکتبال زن اهل استرالیا است.
وی در مسابقات کشوری و بین‌المللی در مجموع برندهٔ ۲ مدال برنز شده است.